# Nionia major
Nionia major är en insektsart som beskrevs av Henry Fairfield Osborn 1924. Nionia major ingår i släktet Nionia och familjen dvärgstritar. Inga underarter finns listade i Catalogue of Life.